# Spathius ares
Spathius ares är en stekelart som beskrevs av Nixon 1943. Spathius ares ingår i släktet Spathius och familjen bracksteklar. Inga underarter finns listade i Catalogue of Life.